# Katteklei
Katteklei, ook kattenklei (Engels: cat clay, Duits: Maibolt, Frans: argiles félioculines 'kattenoogklei') is de algemene naam voor veelal kleiige (maar soms ook venige) afzettingen waarin behalve zwavelzuur ook grote hoeveelheden ijzer, aluminium en zware metalen voorkomen. Hierdoor is de grond slecht geschikt voor landbouw. Deze gronden zijn vooral herkenbaar aan de gele jarosiet-vlekken, daarnaast komen veelvuldig ijzervlekken voor. De zuurgraad van de grond is hoog (pH < 5). Katteklei is de tegenhanger van alkalische grond, die juist basisch is (pH > 9). De gronden waarin katteklei voorkomt, worden in Nederland plaseerdgronden genoemd.
Katteklei vormt zich in gronden die van nature veel ijzersulfiden, met name pyriet, bevatten. Deze ontstaan meestal in kustgebieden, met name in rustige milieus als lagunes of rustige delen van estuaria en veelal aan de rand van hoogveenontginningen die veel ijzerhoudend water uitstoten. Wanneer deze gronden aan lucht worden blootgesteld, bijvoorbeeld bij drainage, vormt zich zwavelzuur. Dit gebeurde vroeger veelvuldig in West-Nederland bij het leegpompen van de droogmakerijen, waardoor sommige boeren met zeer slechte stukken land opgescheept zaten. De negatief klinkende naam lijkt hiernaar te verwijzen. De huidige Engelse benaming is zakelijker: acid sulfate soil. In Frankrijk hanteert men sinds 2008 de naam sulfatosol. 

## Betekenis van de naam
De naam katteklei zou een verkuiste vorm zijn van kattenpoep waarmee boeren de geur, kleur en textuur van de grond vergeleken. Ook wordt de naam wel verklaard als een verwijzing naar de activiteiten van heksen of katten, die men voor de  verslechtering van de bodemverantwoordelijk hield. Wegens de onvruchtbaarheid sprak men in Noordwest-Duitsland ook wel van 'bedelgrond'. De grondsoort werd in 1768 voor het eerst beschreven door Carl Linnaeus als een modderige bruine grondsoort die naar zwavelzure zouten smaakt (argilla mixta fusca, vitriolica salsa). Hij werd in 1886 uitvoerig besproken door de bodemkundige en chemicus Jacob Maarten van Bemmelen. Het woord katteklei is sinds het begin van de 18e eeuw gedocumenteerd; het houdt mogelijk verband met soortgelijke woorden in Engeland (cat dirt) en West-Vlaanderen (kattentouw).  Katteklei is vaak vermengd met een ijzerhoudende en humeuze grondsoort die in Groningen, Drenthe en Oost-Friesland als roodoorn of roodolm ('rode oer'of 'molm') en als darg ('derrie') werden gekenschetst. In de 19e en vroege 20e eeuw (maar in Noord-Duitsland al eerder) wist men deze gronden te verbeteren door kalkhoudende woelklei uit de ondergrond omhoog te brengen en deze over het land te verspreiden. Deze techniek, die verwant is aan het bemergelen, stond bekend als woelen of kleigraven (Duits: kuhlen of wühlen).

## Chemie
Pyriet (FeS2) houdende gronden komen voor in kustgebieden, rivierdelta's en, in de tropen, in mangrove gebieden. Zolang de gronden nat zijn vindt geen verzuring plaats, dit zijn de potentiële zwavelzure gronden. Na drainage kunnen de gronden zeer zuur worden (pH < 4) door de oxidatie van pyriet tot zwavelzuur (H2SO4). In zijn meest eenvoudige vorm is de chemische reactie als volgt:
2 FeS2 + 9 O2 + 4 H2O → 8 H+ + 4 SO42− + 2 Fe(OH)3 (vaste stof)
Het product Fe(OH)3 (oranje gekleurd), slaat neer als een vaste, onoplosbare stof waardoor de basische component (OH)− inactief wordt terwijl de zure component H+ (waterstofion) vrij spel krijgt. Het proces van verzuring gaat vergezeld van de vorming van grote hoeveelheden aluminium, vrijgekomen van de kleimineralen, die schadelijk zijn voor de vegetatie. Andere producten van de reactie zijn:
1. Waterstofsulfide (H2S), een ruikbaar gas
2. Zwavel (S), een gelige vaste stof
3. IJzer(II)sulfide (FeS), een grijzige/donkerblauwe vaste stof
4. Hematiet (Fe2O3), een rode vaste stof
5. Goethiet (FeO.OH), een bruin mineraal
6. IJzer (Fe) houdende complexe verbindingen (bijvoorbeeld Jarosiet)
7. Klei met een grote fractie geadsorbeerde waterstof ionen (H+), H-Klei, een stabiel mineraal maar arm in nutrienten

Kattekleien kunnen een kleurige aanblik geven met tinten van zwart, bruin, grijs, blauw, oranje en geel.

Het ijzerion kan aanwezig zijn in tweewaardige en driewaardige vorm, respectievelijk: Fe2+, het Ferro-ion (zoals in (FeS), and Fe3+), het Ferri-ion. Ferrozouten zijn oplosbaar, maar Ferrizouten niet. Hoe meer de grond oxideert des te meer zullen de Ferrizouten domineren.

H-klei kan worden verbeterd door zeewater toe te laten, waardoor de waterstof wordt vervangen door magnesium (Mg) and natrium (Na) dat in het zeewater aanwezig is.

## Voorkomen
De volgende tabel geeft een overzicht van het areaal aan zwavelzure gronden.

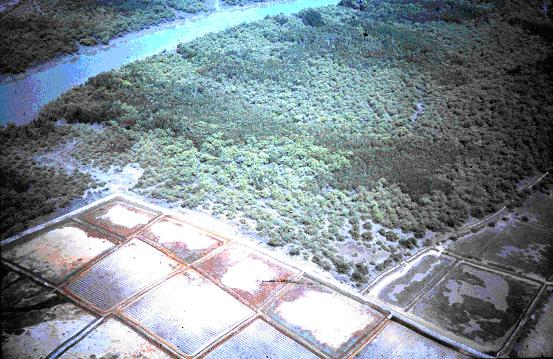
Polders voor rijstbouw op katteklei langs een zeearm en te midden van mangrove bossen, Guinee Bissau

| Regio                | Areaal (106ha) |
| -------------------- | -------------- |
| Afrika               | 3,7            |
| Azië en verre Oosten | 6,7            |
| Latijns-Amerika      | 2,1            |
| Noord-Amerika        | 0,1            |
| Europa               | < 0,1          |
| Australië            | < 0,1          |
| Totaal               | 12,6           |

## Milieu-effectenvan ontginning
Het ontginnen van potentiële zwavelzure gronden kan een vernietigend effect hebben op vegetatie, vissen, en kustecosystemen. Uitspoeling van de zure bodem kan leiden tot verontreiniging van oppervlakte- en grondwater met zware metalen als arsenicum en aluminium. Er kan ook schade ontstaan aan de civieltechnische infrastructuur en bruggen door corrosie van beton en staal.

## Landbouw

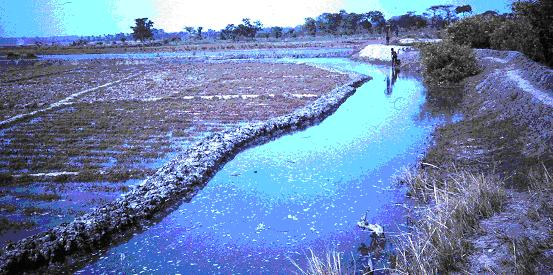
Inlaat van zeewater in bedijkte polder met katteklei voor bodemverbetering en onkruidbestrijding, Guinee Bissau

Potentiële zwavelzure gronden worden vaak niet voor de landbouw gebruikt of ze worden ingeplant onder een rijstgewas in met water gevulde rijstvelden omringd door dijkjes, zodat de bodem vochtig wordt gehouden, niet oxideert en niet verzuurt. Ondergrondse drainage van deze gronden is een riskante onderneming.
Het is niet altijd mogelijk een bebouwde grond goed vochtig te houden vanwege droge perioden en een schaarste aan irrigatiewater. Oppervlakte-drainage in natte tijden kan helpen om zure en toxische mineralen af te voeren.
Op de lange duur kan oppervlakte-drainage helpen om deze gronden te verbeteren. De bevolking van Guinee-Bissau is er op deze manier in geslaagd de bodems te ontwikkelen, maar het heeft jaren van ploeteren gekost.
Er is ook redelijk succesvolle landbouw ontstaan in Kerala, India. Hetzelfde geldt voor de Sunderbans, West Bengalen, India.
Een studie aan de kust in Zuid-Kalimantan, Indonesië, met een perhumide klimaat, heeft aangetoond dat een niet te zware ondergrondse drainage in gebieden met veel neerslag het hele jaar door beloftevolle resultaten kan geven voor de verbouw van droge rijst, pindanoten, en sojaboonbonen. De lokale bevolking had er een paar generaties lang nederzettingen opgericht langs de oeverwallen van de rivier en produceerde een variëteit aan gewassen, met inbegrip van boomvruchten, met gebruikmaking van open sloten die van de rivier het land in werden gegraven tot aan de moerassige komgronden. Deze watergangen, met de lokale naam "handil", werkten bij laag tij als drains om de overvloedige neerslag af te voeren en het land wat droger te maken. De gewasopbregsten waren bescheiden maar verschaften genoeg inkomen om er redelijk van te leven.
Goed ontgonnen kattekleien hebben een goed ontwikkelde bodemstructuur en ze zijn zeer doorlatend
In de tweede helft van de 20e eeuw heeft men grootschalig geprobeerd potentiële zwavelzure gronden te ontginnen voor de landbouw, maar de resultaten waren rampzalig.

## Bodemherstel
Door de waterspiegel van een verzuurde grond weer omhoog te laten komen nadat er door een te intensieve drainage schade is ontstaan, kan de bodem zich weer herstellen. De volgende tabel geeft een voorbeeld.
Fruitpbrengst van de oliepalm in ton/ha: (*)
| Jaar      | 60 | 61 | 62 | 63 | 64 | 65 | 66 | 67 | 68 | 69 | 70 | 71 |
| Opbrengst | 17 | 14 | 15 | 12 | 8  | 2  | 4  | 8  | 14 | 19 | 18 | 19 |

(*) De draindiepte en -intensiteit werden vergroot in 1962. De waterspiegel werd weer verhoogd in 1966 om de negatieve gevolgen ongedaan te maken.